# Ostetricia

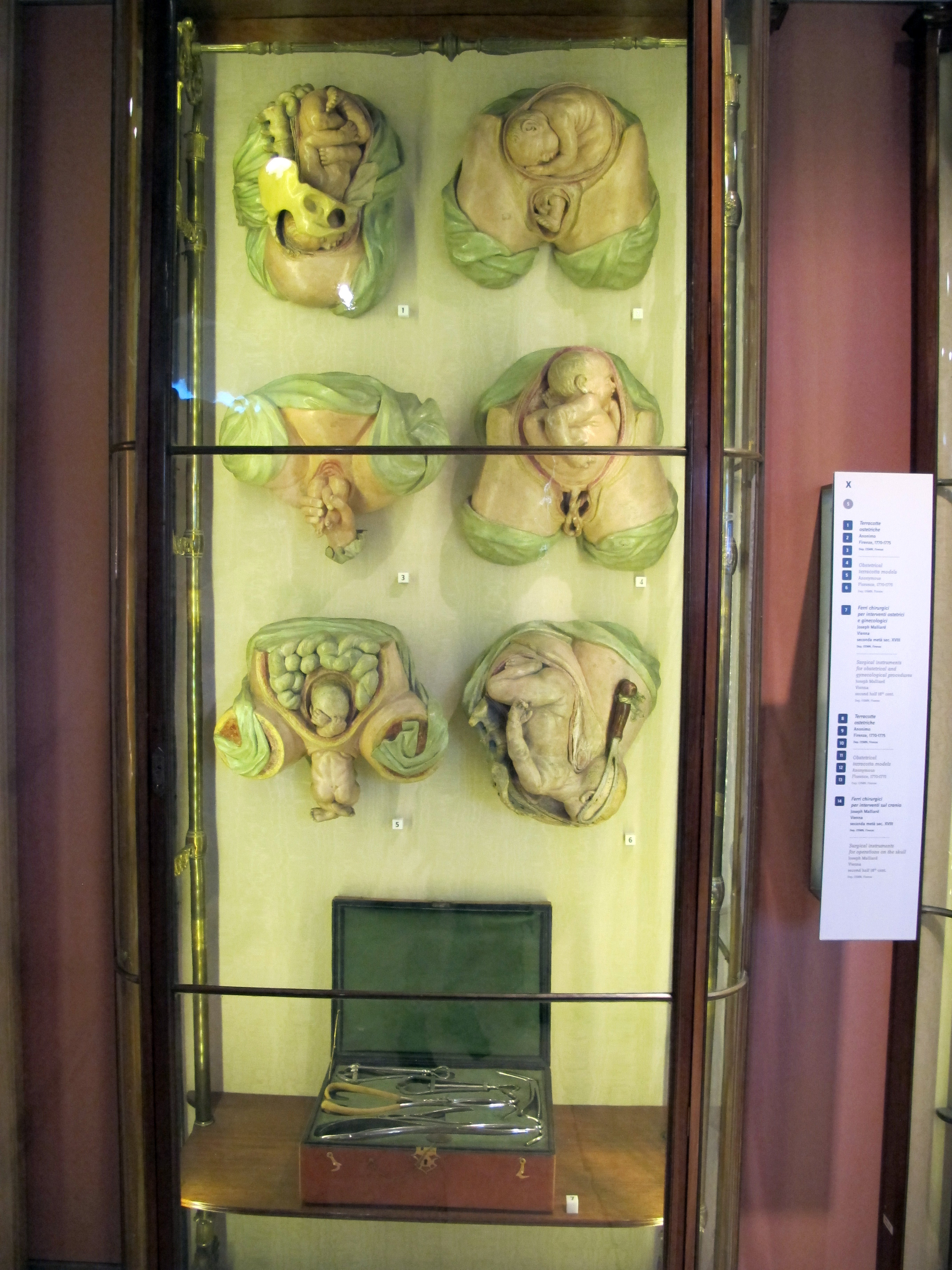
Modelli ostetrici in terracotta (XVIII secolo, Museo Galileo di Firenze).

L'ostetricia è una branca della scienza medica che si occupa dell'assistenza alla donna durante la gravidanza, il parto e il puerperio. Essa studia le normali modificazioni che avvengono all'interno del corpo femminile durante i nove mesi della gravidanza, durante le fasi del parto e durante il puerperio, l'immediato periodo dopo il parto. Si occupa inoltre di tutte le condizioni patologiche che possono insorgere a carico della madre e del sistema feto-placentare.
L'ostetricia si avvale fondamentalmente di due figure professionali: il medico specializzato in “ginecologia e ostetricia” e la figura professionale dell'ostetrica, professionista specializzata nell'assistenza alla donna prima, durante e immediatamente dopo il parto.
Non è una divisione netta: una donna può farsi seguire da un ginecologo/a (l'OMS consiglia una visita a trimestre) e anche da un ostetrico/a.

## Storia
L'ostetricia è tradizionalmente definita come "la specialità chirurgica che si occupa della cura della donna e del bambino durante la gravidanza, il parto e il puerperio (guarigione)".
Parto ed ostetricia nell'antichità classica furono studiati da alcuni medici greci e romani, tra cui il primo medico in assoluto Ippocrate o il greco Galeno, i quali stabilirono i principi e le pratiche che sono sopravvissuti per secoli nella medicina occidentale. Inizialmente nel mondo antico ginecologia e ostetricia venivano studiate e insegnate principalmente dalle levatrici, ma successivamente quest'area di insegnamento si estese anche ai medici accademici di entrambi i sessi i quali hanno scritto le opere che hanno posto le fondamenta per gli studi successivi su questo argomento.
Nel mondo classico non esistevano gli interventi chirurgici, per cui era necessaria un'alternativa. Nel II secolo d.C. il medico Sorano di Efeso scrisse un testo sulla ginecologia in cui descrive l'occupazione della levatrice.
I ruoli della levatrice e dell'ostetrica sono ben diversi, ma si sovrappongono nella pratica medica che si concentra sulla gravidanza e sul travaglio. L'ostetricia mette in evidenza la normalità della gravidanza e del processo riproduttivo. All'inizio dell'età classica ci sono stati dei tentaviti di classificazione i vari ambiti della ricerca medica, periodo in cui i termini ginecologia e ostetricia sono entrati in uso. Esistono due volumi De morbis muliebribus ("Sulle malattie delle donne") e De morbis muliebribus liber II, che fanno parte del più ampio Corpus Hippocraticum, raccolta di letteratura medica tra le più ricche dell'antichità, influenzata dal primo e celebre medico Ippocrate.

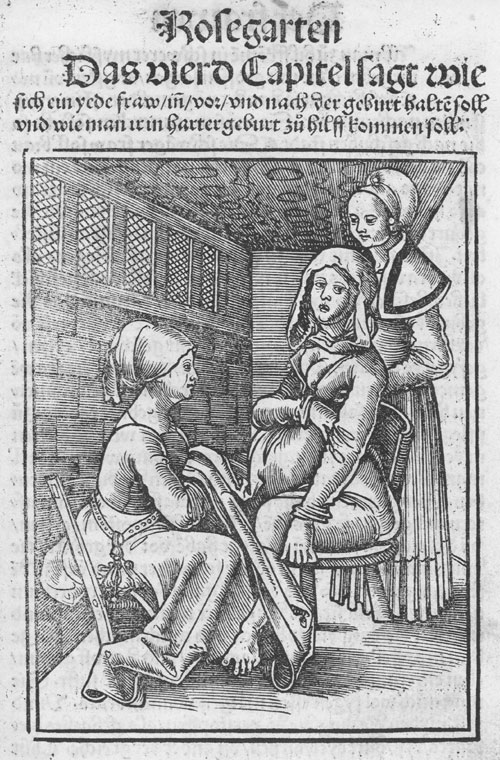
Miniatura raffigurante un parto nel 1513

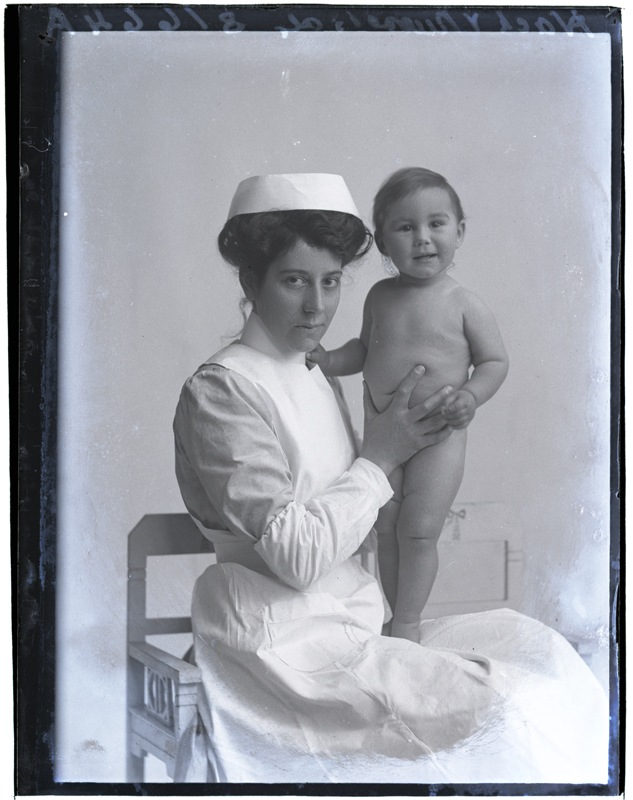
Ostetrica fotografata assieme a una bambina da lei fatta nascere (Regno Unito, 24 novembre 1911)

Nel corso del '500, il medico Ambroise Paré tentò di migliorare la situazione ostetrica pubblicando il suo libro De generatione e fondando una scuola per ostetriche all'Hôtel-Dieu di Parigi, dove veniva insegnato il "rivolgimento fetale".
Nel Seicento, cominciarono ad essere gettate le basi dell'ostetricia moderna. Prima di allora l'esercizio dell'ostetricia-ginecologia era stato riservato alle donne, alle levatrici. Un contributo venne dato dai chirurghi i quali, se la gestazione sfociava in travagli senza fine e che non prospettavano alcuna nascita, con un intervento di craniotomia o di smembramento del feto tentavano di salvare la partoriente.
L'ostetricia-ginecologia si scontrò ben presto con il pericolo dell'infezione. I chirurghi erano sollecitati ad operare il più velocemente possibile, per ridurre al minimo il sanguinamento e il dolore operatorio data la mancanza di anestetici. In campo chirurgico l'infezione era all'ordine del giorno ed era considerata necessaria per il processo di guarigione: la suppurazione, quindi, era considerata evento favorevole (lo stesso medico greco Galeno aveva scritto pus bonum et laudabile).
La ferita creata nell'utero dal distacco della placenta o le lacerazioni perineali costituivano porta di ingresso di un'infezione uterina diffusa, ad alto tasso di mortalità: la febbre puerperale o febbre da parto. Lo sviluppo in numero e l'organizzazione ospedaliera non aveva migliorato le condizioni delle partorienti; la febbre puerperale mieteva moltissime vittime. Rispetto alle donne che potevano permettersi il parto a casa, quelle che partorivano in ospedale correvano rischi più alti a causa delle pessime condizioni igieniche delle corsie e dell'assenza di qualsiasi regola di profilassi.
Ignác Fülöp Semmelweis, medico ungherese, introdusse per la prima volta la disinfezione delle mani con il cloruro di calcio prima di ogni visita ginecologica, riuscendo così a ridurre enormemente la mortalità. La validità di questa pratica non fu subito presa seriamente in considerazione dal mondo medico; solo nel 1879 ne venne riconosciuto l'effettivo merito a Semmelweis.